# Беда, Галина Ивановна
Галина Ивановна Беда (род. 14 июня 1946) — советский и российский художник-мультипликатор, художник-постановщик, режиссёр.

## Биография
В 1965 году окончила МСХШ при институте имени Сурикова.
В 1972 году окончила художественный факультет ВГИКа (мастерская Александры Сазоновой), и перешла на твореское объединение «Экран», в отделение мультипликации «Мульттелефильм». Как художник-постановщик, сотрудничала преимущественно с режиссёрами Марианной Новогрудской, Маей Бузиновой и Иосифом Доукша. По 1988 год работала там в роли художника-постановщика, а с 1993 года — пробует себя как режиссёр.
В 1994 году Галина ушла со студии (отдел мультипликации распался), перешла на студию «Кристмас Филмз» и работала там по 2000 год.
С 2003 года — режиссёр киновидеостудии «Анимос». В 2004 году сняла мультфильм «Новогоднее приключение двух братьев».
Работает в кукольной анимации и технике перекладки. Участник выставок.

## Фильмография

### Режиссёр
- 1991 — «Синица, огонь и роща»
- 1992 — «Скажи, Юпитер!»
- 1997 — «Руфь»
- 1999 — «Тростниковая шапочка»
- 2004 — «Новогоднее приключение двух братьев»
- 2006 — «Новогодняя Фантазия Кота-Мурлыки»

### Сценарист
- 1992 — «Скажи, Юпитер!»
- 2004 — «Новогоднее приключение двух братьев»
- 2006 — «Новогодняя Фантазия Кота-Мурлыки»

### Художник-постановщик
- 1973 — «Волшебник изумрудного города»
- 1974 — «Здравствуйте, Тётя Лиса!»
- 1975 — «Вот какой рассеянный»
- 1976 — «Лямзи-Тыри-Бонди, Злой волшебник»
- 1977 — «Лоскутик и Облако»
- 1980 — «Кнопочки и человечки», «Почему слоны?»
- 1982 — «Кошкин Дом»
- 1983 — «Лебеди»
- 1984 — «Хочу Луну»
- 1985 — «Голубая стрела»
- 1986 — «Новоселье у Братца Кролика»
- 1987 — «Белая цапля»
- 1988 — «Домовой и Хозяйка»
- 1991 — «Синица, огонь и роща»
- 1992 — «Скажи, Юпитер!»

### Художник
- 1981 — «Ну, погоди!» (телевыпуск 2 и 3)
- 1997 — «Руфь»
- 1999 — «Тростниковая шапочка»[1]